# Trimbelle (Wisconsin)
Trimbelle es un pueblo ubicado en el condado de Pierce en el estado estadounidense de Wisconsin. En el Censo de 2010 tenía una población de 1679 habitantes y una densidad poblacional de 17,93 personas por km².

## Geografía
Trimbelle se encuentra ubicado en las coordenadas 44°44′6″N 92°33′51″O / 44.73500, -92.56417. Según la Oficina del Censo de los Estados Unidos, Trimbelle tiene una superficie total de 93.64 km², de la cual 93.43 km² corresponden a tierra firme y (0.22%) 0.21 km² es agua.

## Demografía
Según el censo de 2010, había 1679 personas residiendo en Trimbelle. La densidad de población era de 17,93 hab./km². De los 1679 habitantes, Trimbelle estaba compuesto por el 98.51% blancos, el 0.3% eran afroamericanos, el 0.18% eran amerindios, el 0.36% eran asiáticos, el 0% eran isleños del Pacífico, el 0.36% eran de otras razas y el 0.3% pertenecían a dos o más razas. Del total de la población el 0.6% eran hispanos o latinos de cualquier raza.